# The Gay Deception
The Gay Deception is een Amerikaanse filmkomedie uit 1935 onder regie van William Wyler. De film werd in Nederland destijds uitgebracht onder de titel De liftboy.

## Verhaal
Secretaresse Mirabel Miller wint de lotto en gaat vervolgens goede sier maken in een New Yorks hotel. Ze leert er Sandro kennen, die zich voordoet als een portier, maar die in feite een Europese prins is.

## Rolverdeling
| Acteur               | Personage         |
| -------------------- | ----------------- |
| Francis Lederer      | Sandro            |
| Frances Dee          | Mirabel Miller    |
| Benita Hume          | Cordelia Channing |
| Alan Mowbray         | Lord Clewe        |
| Lennox Pawle         | Consul Semanek    |
| Adele St. Mauer      | Lucille           |
| Akim Tamiroff        | Spellek           |
| Luis Alberni         | Ernest            |
| Lionel Stander       | Gettel            |
| Ferdinand Gottschalk | Mijnheer Squires  |
| Richard Carle        | Mijnheer Spitzer  |
| Lenita Lane          | Peg DeForrest     |
| Barbara Fritchie     | Joan Dennison     |
| Paul Hurst           | Bell Captain      |
| Robert Greig         | Adolph            |